# Coalició Democràtica
Coalició Democràtica, (CD) va ser una coalició electoral espanyola formada en 1979 per a concórrer a les eleccions generals, després de l'aprovació de la Constitució al desembre de l'any anterior. En un primer moment va adoptar el nom de Confederació Democràtica Espanyola. La coalició agrupava a diversos partits de centredreta: Aliança Popular, de Manuel Fraga, Acció Ciutadana Liberal, de José María de Areilza i Alfonso Osorio, Partit Democràtic Progressista, Renovació Espanyola i Partit Popular de Catalunya, de Lluís Montal.
Alfonso Osorio i José María de Areilza havien estat ministres en els governs de la UCD, dels quals havien sortit en diferents moments per discrepàncies amb el president Suárez. El candidat a la presidència del govern era Manuel Fraga. Va obtenir 9 escons al Congrés, gairebé la meitat dels quals la seva predecessora, Aliança Popular, havia obtingut el 1977. Davant els pèssims resultats, Fraga va presentar la seva dimissió com líder de la coalició i va prosseguir en solitari al capdavant d'Aliança Popular. El 1982, Aliança Popular va formar amb altres partits una àmplia coalició, Coalició Popular.